# Milanello
Milanello is het trainingscomplex van de Italiaanse voetbalclub AC Milan.
Milanello werd in 1963 gebouwd op een 300 meter hoge heuvel bij het plaatsje Carnago, 50 km buiten Milaan. Het is gerenoveerd in opdracht van voormalig voorzitter Silvio Berlusconi. Het complex is 16 ha groot en heeft vijf voetbalvelden op officiële grootte en één kleiner kunstgrasveld. Het complex ligt vlak naast een bos waar een 1200 meter lang pad is aangelegd, zodat de spelers loop- en fietstrainingen kunnen afwerken in het bos.
Het gebouw is twee verdiepingen hoog en herbergt de kantoren van de trainer en assistenten, een tv-kamer, een poolkamer, een bar en een keuken, twee eetkamers, een perskamer, de meetingroom, de waskamer en het medisch centrum.
De jeugdteams hebben ook een eigen gebouw, hierin zit onder andere de school. De jeugdteams trainen twee keer per dag, één keer in de ochtend en één keer laat in de middag. De rest van de dag zitten ze op school.
De sportschool van Milanello werd in het seizoen 2000/01 uitgebreid in opdracht van Silvio Berlusconi. De ruimte is verdubbeld en er zijn hightech apparaten geïnstalleerd zodat de spelers zo fit mogelijk blijven. De sportschool is door de uitbreiding 3000 m² groot geworden.